# Copa Intercontinental de 1975
La Copa Intercontinental 1975 iba a ser la 16.ª edición del torneo. Esta iba a enfrentar al campeón de Europa Bayern de Múnich ante el campeón de Sudamérica, Independiente.  Se  supone que se iban a jugar dos partidos, uno en el Estadio de la Doble Visera, y otro en el Estadio Olímpico de Múnich, pero no se disputó ninguno debido a que el campeón europeo, el Bayern Munich alemán, adujo incompatibilidad de fechas.

## Equipos participantes
| UEFA (Europa)         |  | Bayern de Múnich |  | Campeón de la Liga de Campeones de la UEFA (1974-75) |
| CONMEBOL (Sudamérica) |  | Independiente    |  | Campeón de la Copa Libertadores de América (1975)    |

Independiente clasificó a esta competencia tras obtener la Copa Libertadores 1975 última de las cuatro copas que ganó consecutivamente, ganando la final ante Unión Española de Chile.
Bayern de Múnich clasificó gracias a la obtención de la Liga de Campeones de la UEFA 1974-75 donde le ganó la final a Leeds United por 2 a 0 en el estadio Parc des Princes de París.